# 1154年
| 千纪： | 2千纪 |
| 世纪： | 11世纪 \| 12世纪 \| 13世纪 |
| 年代： | 1120年代 \| 1130年代 \| 1140年代 \| 1150年代 \| 1160年代 \| 1170年代 \| 1180年代                                               |
| 年份： | 1149年 \| 1150年 \| 1151年 \| 1152年 \| 1153年 \| 1154年 \| 1155年 \| 1156年 \| 1157年 \| 1158年 \| 1159年                     |
| 纪年： | 甲戌年（狗年）；西夏天盛六年；大理大宝六年；金貞元二年；西辽绍兴四年；南宋紹興二十四年；越南大定十五年；日本仁平四年，久壽元年 |

## 大事记
- 亨利二世繼承英格蘭王位，同時他還從母親馬蒂爾達皇后和妻子阿基坦的埃莉諾處繼承和合併了英吉利海峽兩岸的大片土地，締造了一個「安茹帝國」。

## 出生
- 科斯坦察，西西里女王，亨利六世皇帝的皇后

## 逝世
- 張俊，南宋政治人物，秦檜之親信。
- 唐括定哥，海陵王完顏亮的貴妃，因與家奴閻乞兒通姦被賜死。
- 魯傑羅二世，首任西西里国王。